# Distretto di Puttalam
Il distretto di Puttalam è un distretto dello Sri Lanka, situato nella provincia Nord-Occidentale e che ha come capoluogo Puttalam.